# اسپرینگبورو (اوهایو)
اسپرینگبورو(به انگلیسی: Springboro) شهری در ایالت اوهایو کشور ایالات متحده آمریکا است که جمعیت آن در سرشماری سال ۲۰۱۰ میلادی، ۱۷٬۴۰۹ نفر بوده‌است.